# Consultancy House
La Consultancy House è uno storico edificio commerciale di Dunedin in Nuova Zelanda.

## Storia
I lavori di costruzione dell'edificio, progettato degli architetti Sidney e Alfred Luttrell per diventare la sede della New Zealand Express Company, iniziarono nel 1908 e vennero ultimati nel 1910.

## Descrizione
L'edificio, situato nel centro di Dunedin, presenta uno stile che coniuga elementi della scuola di Chicago con elementi dell'architettura edoardiana.